# Asagi

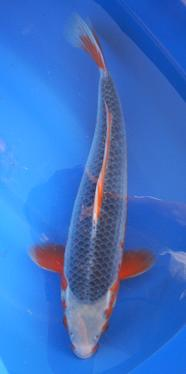
Asagi

Der Asagi (浅黄, wörtlich „hellblau“) ist ein Nishikigoi (Kurzform Koi) – ein Farbkarpfen. Er ist eine der ältesten Zuchtformen.
Aus ihm wurden viele Varietäten gezüchtet. Der Asagi hat einen blauen Rücken mit hellblau bis weiß umrandeten Schuppen.
Im Idealfall hat er einen weißen Kopf und Hi (緋, Scharlachrot) an den Wangen.
Die Brustflossen sollten rot sein.
Der Shusui (秋翠, „Herbstgrün“, auch 秋水, „reines Wasser“ geschrieben) ist ein Asagi mit Doitsu-(ドイツ, „deutscher“, d. h. Spiegelkarpfen-)-Beschuppung. Die Farbenformen des Shusui sind genau dieselben wie die des Asagi.
Weitere Untergliederung:
- Narumi Asagi (鳴海浅黄) – ist hellblau gemustert.
- Konjo Asagi (紺地浅黄) – hat ein sehr dunkles Blau.
- Mizu Asagi (水浅黄, „Wasser-Asagi“) – hat ein besonders helles Blau.
- Hi Asagi (緋浅黄, „Scharlach-Asagi“) – Hi-(Rot-)-Zeichnung geht ein wenig über die Seitenlinie hinüber und geht in einigen Fällen sogar bis zur Rückenlinie.
- Taki Asagi (滝浅黄 „Wasserfall-Asagi“) – Eine weiße Linie trennt rot und blau
- Hana Shusui (花秋翠, „Blumen-Shusui“) – zwischen Bauch und Seitenlinie und zwischen Seitenlinie und Rückenlinie eine Hi-Zeichnung, die Rückenlinie und die Seitenlinie sind hellblau mit dunklen Schuppen durchzogen
- Hi Shusui (緋秋翠, „Scharlach-Shusui“) –  das Hi geht vom Bauch bis zur Rückenlinie durch
- Ki Shusui (黄秋翠, „gelb-Shusui“) – die Färbung ist gelb statt rot.
- Perl Shusui –  die Rückenschuppen silbern (perlmutt)
- Sanke Shusui – Doitsu-Schuppen, weißer Grund, rote und schwarze Zeichnung unterlegt mit blauem Rücken
- Showa Shusui – Doitsu-Schuppen, schwarzer Grund, rote und weiße Zeichnung unterlegt mit blauem Rücken